# Alt Maestrat
Die Comarca Alt Maestrat ist eine der acht Comarcas in der Provinz Castelló der Valencianischen Gemeinschaft.
Die im Nordwesten gelegene Comarca umfasst 12 Gemeinden auf einer Fläche von 845,88 km².

## Gemeinden

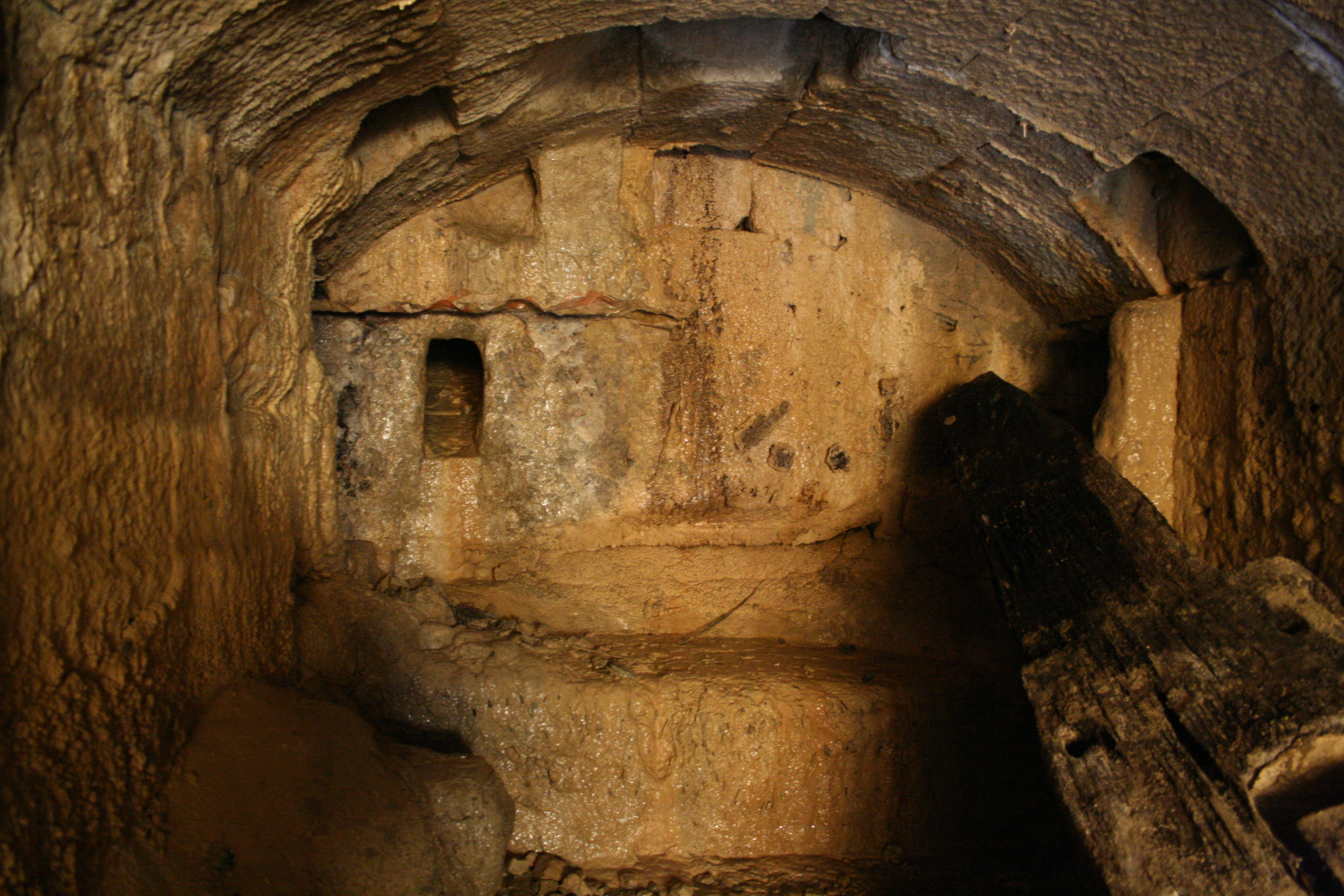
Casal del Molina de la Roca

| Gemeinde                | Einwohner (2024) | Fläche km² | Dichte Einw./km² | Cod INE | Postleitzahl |
| ----------------------- | ---------------- | ---------- | ---------------- | ------- | ------------ |
| Albocàsser              | 1.338            | 82,29      | 16               | 12003   | 12140        |
| Ares del Maestrat       | 177              | 118,67     | 1                | 12014   | 12165        |
| Atzeneta del Maestrat   | 1.309            | 71,16      | 18               | 12001   | 12132        |
| Benafigos               | 126              | 35,60      | 4                | 12025   | 12134        |
| Benassal                | 1.052            | 79,58      | 13               | 12026   | 12160        |
| Catí                    | 760              | 102,35     | 7                | 12042   | 12513        |
| Culla                   | 493              | 116,30     | 4                | 12051   | 12163        |
| La Serratella           | 113              | 18,81      | 6                | 12103   | 12184        |
| Tírig                   | 432              | 42,34      | 10               | 12111   | 12179        |
| Torre d’en Besora       | 163              | 11,87      | 14               | 12119   | 12161        |
| Vilar de Canes          | 156              | 15,91      | 10               | 12134   | 12162        |
| Vistabella del Maestrat | 361              | 151,00     | 2                | 12139   | 12135        |
| Comarca Alt Maestrat    | 6.480            | 845,88     | 8                | –       | –            |